# Gertrude Harding
Gertrude Menzies Harding (Welsford, New Brunswick,Canadá,1889-1977) fue una sufragista nacida en una granja de la zona rural de Canadá. En 1912 emigró a Londres, Inglaterra. Una vez allí se unió al movimiento sufragista militante, siendo una de las pocas mujeres canadienses en hacerlo. Fue  conocida como una de las miembros de más alto rango y más duraderos de la Unión Política y Social de Mujeres.

## Biografía
A Gertrude Harding la gustaba cazar, pescar y acampar sola en el bosque, con un mapache como mascota, cuando tenía 18 años un médico dictaminó que tenía un soplo cardíaco, considerado una afección grave en ese momento. Viajó a Hawái como compañera de su hermana mayor Nellie Waterhouse y su familia. Allí  le pidieron que impartiera clases de costura a mujeres locales y que cuidara a un niño lisiado por la polio esta estancia en Hawaii despertó su interés en trabajar con las personas pobres.

### Sufragista
En 1912, Gertrude Menzies Harding fue invitada a unirse a la familia Waterhouse en Londres, Inglaterra, donde el Dr. Ernest Waterhouse tenía intereses comerciales. A los pocos días, fue testigo de su primer desfile de carteles de mujeres portando pancartas con lemas como "Votos para las mujeres" y "No impuestos sin representación". Atraída por la causa, que había comenzado 47 años antes, pronto se convirtió en organizadora remunerada de la Unión Social y Política de Mujeres, financieramente independiente. Se mudó sola por primera vez. La Unión Política y Social de Mujeres (WSPU) estaba entonces dirigida por Emmeline Pankhurst y sus dos hijas, Christabel y Sylvia. Las sufragistas fueron arrestadas y encarceladas periódicamente, y emprendieron huelgas de hambre para protestar por la negativa a tratarlas como prisioneras políticas. Las autoridades reaccionaron alimentando a la fuerza a los huelguistas, pero ante las protestas, el gobierno aprobó una ley, conocida como la Ley del Gato y el Ratón  : los huelguistas fueron liberados y luego detenidos de nuevo tan pronto como su salud lo permitió.Gertrude Harding se distinguió muy pronto por la destrucción de un invernadero de orquídeas en los jardines reales de Kew Gardens, donde entró con Lilian Lenton. Las autoridades atribuyeron el ataque a hombres y no pueden imaginar a una mujer capaz de escalar el muro circundante.Las mujeres entraron a los Jardines de día, haciéndose pasar por turistas, y descubrieron los mejores lugares para atacar. Esa noche, durante una tormenta, irrumpieron en dos pequeñas casas de cristal con las orquídeas más raras, con la intención de causar el mayor daño posible antes de ser atrapadas. El vigilante nocturno no vino. Al día siguiente, una docena de periódicos informaron sobre la indignación en Kew Gardens, y afirmaron que debían haber sido simpatizantes masculinos de la causa, ya que sólo los hombres podían escalar el muro de dos metros para escapar.
Sylvia Pankhurst pidió la creación de un servicio de seguridad para proteger a las sufragistas. Así se creó la figura de Guardaespaldas y Gertrude Harding se hizo cargo de proteger a la líderesa Emmeline Pankhurst de los constantes arrestos por parte de Scotland Yard durante la Ley del Gato y el Ratón. Edith Garrud fue la encargada de la formación de las miembros del Bodyguard entrenándolas en ju-jitsu y en el manejo de mazas que llevaban debajo de sus vestidos durante las manifestaciones. Aunque a menudo resultaban gravemente heridas, desde contusiones hasta huesos rotos, dislocaciones de articulaciones y conmociones cerebrales. Sus mayores éxitos contra los policías y los detectives de Scotland Yard provinieron de burlarlos, utilizando disfraces, señuelos y otras formas de subterfugios.En dos ocasiones se arrestó a un señuelo de Emmeline Pankhurst lo que permitió que la verdadera escapara sin ser detectada.
Cuando Scotland Yard asaltó la sede de Lincoln's Inn Gertrude Menzies Harding trabajaba en el periódico The Suffragette y pasó a la clandestinidad. En 1914, Gertrude Menzies Harding  se convirtió en editora del periódico The Suffragette.

### Primera Guerra Mundial

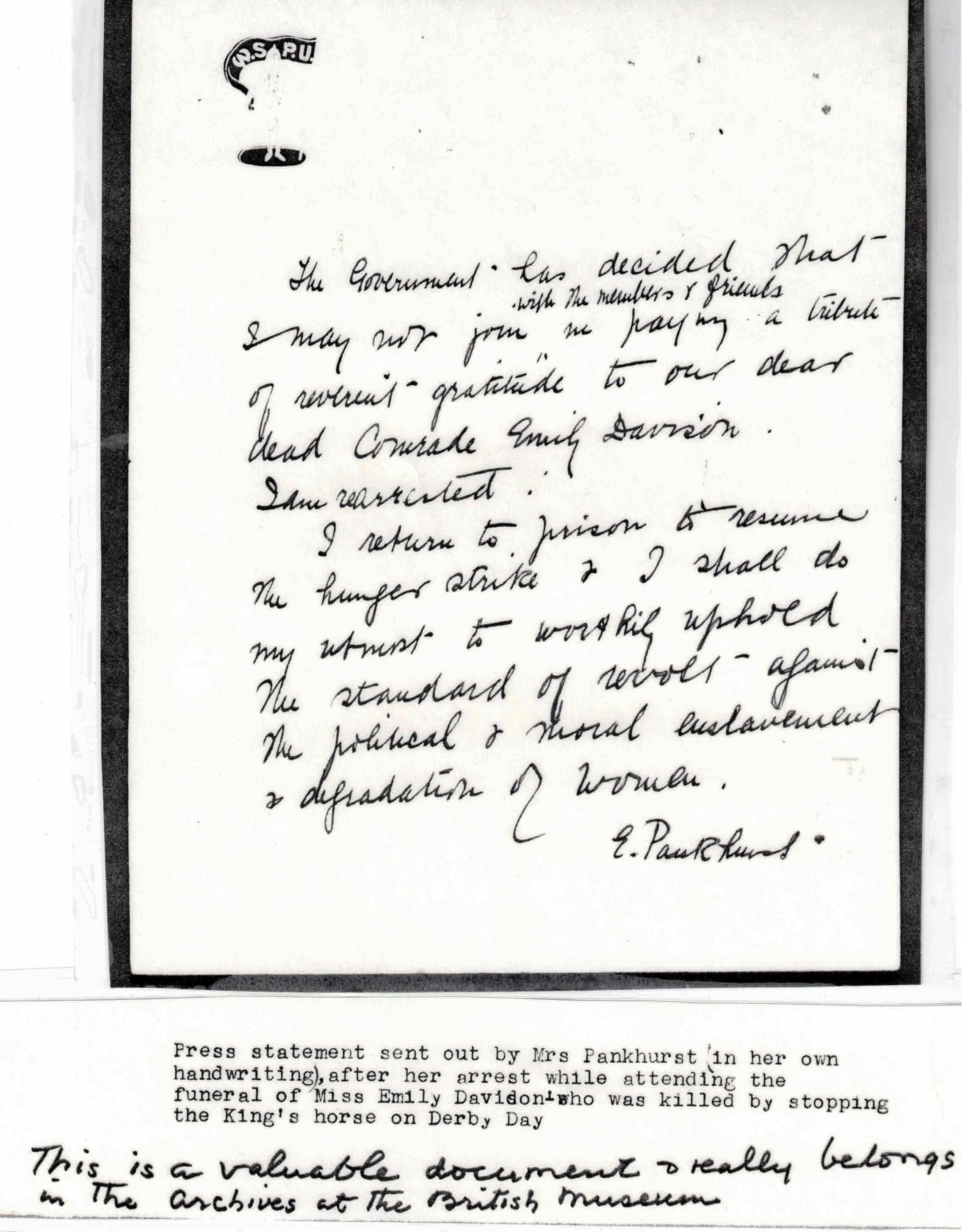
El comunicado de prensa escrito por la Sra. Pankhurst tras su nuevo arresto por Scotland Yard, durante el funeral de Emily Davison.

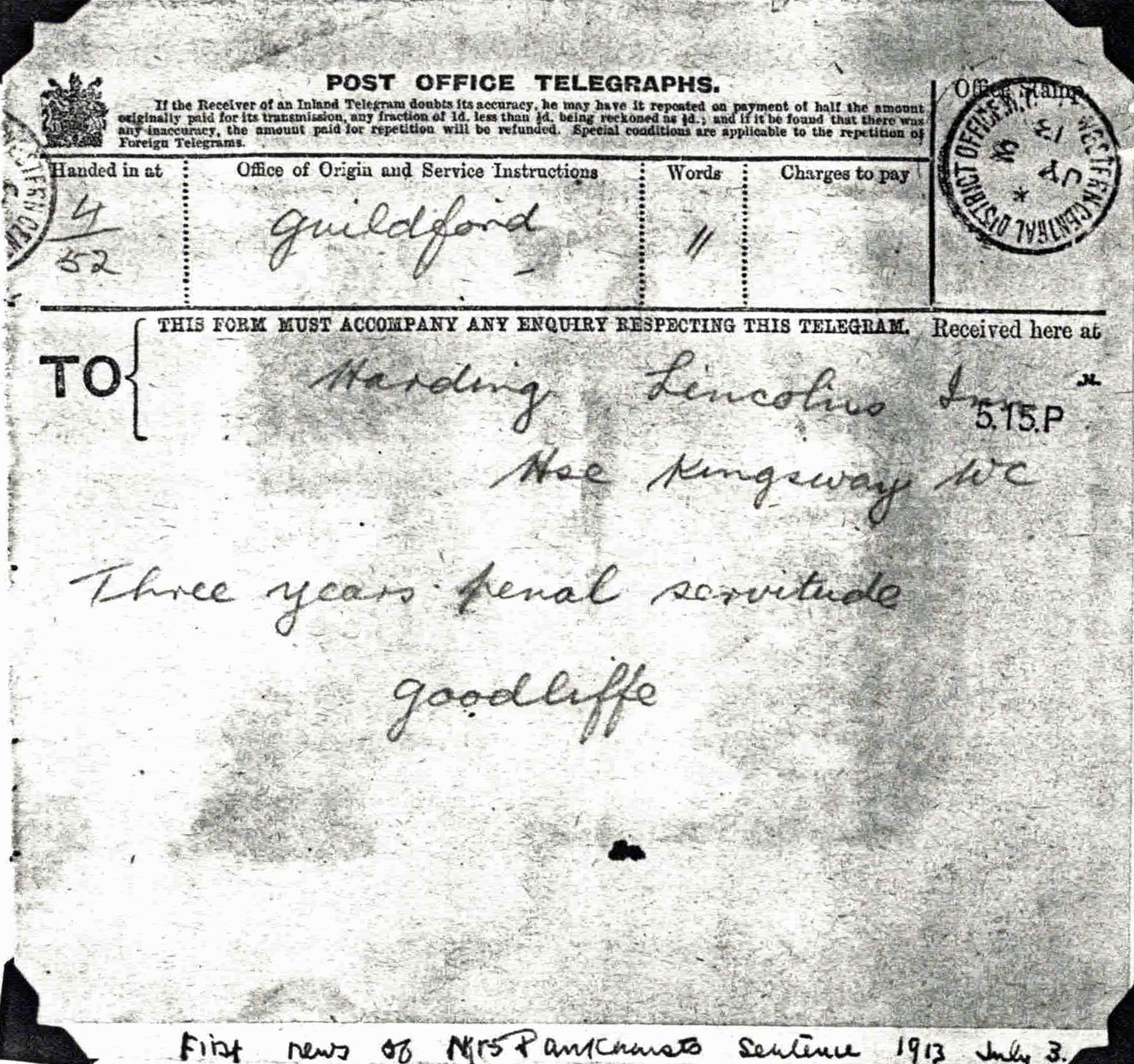
Telegrama recibido por Gert Harding en la sede de la WSPU con noticias de la sentencia de prisión de la señora Pankhurst, 3 de julio de 1913.

Cuando estalló la guerra, permaneció como parte del personal esquelético de la WSPU, leal a las Pankhurst y en su lealtad al gobierno británico durante el esfuerzo bélico consiguió un trabajo en la fábrica Gretna Munitions en Escocia brindando asistencia social como trabajadora social a las mujeres que trabajaban allí en terribles condiciones. En 1915 fue secretaria privada de Christabel Pankhurst cuando se exilió a París. El periódico Suffragette pasó a llamarse Britannia, y Gertrude Harding lo editó durante cinco meses en 1915 aunque al final los Pankhurst tuvieron que dejarla ir por falta de fondos.

### Años después
En 1920 regresó a Canadá  para vivir en una cabaña en un campo de la granja William and May Harding en Hammond River, New Brunswick. Después de un año, consiguió un trabajo como Supervisora de Bienestar Social en Plainfield, Nueva Jersey, que mantuvo durante 13 años.Trabajó como voluntaria en muchas organizaciones, luchando por la paz, los derechos de las mujeres, los derechos de los animales y los pobres. Después de escribir sus memorias,  las pegó en un álbum de recortes, añadió fotografías y sus propios bocetos y se lo dio a su sobrina, Peggy Harding (Kelbaugh), "para que hiciera lo que quisiera". Gertrude Menzies Harding se mantuvo en contacto con su familia en New Brunswick y regresó allí, enferma de cáncer, para vivir con su sobrina Audrey Starr en 1976 murió un año después, a los 88 años.
En 1996, la sobrina nieta de Peggy, Gretchen Kelbaugh (Wilson) publicó With All Her Might; la vida de Gertrude Harding, Militant Suffragette, que incluye el contenido del álbum de recortes de Gert.

## Reconocimientos
- En 2018 Gertrude Harding es interpretado por Kat Dennings en un episodio de Drunk History[9]titulado Civil Rights y  además por Scottie Caldwell en el documental independiente No Man Shall Protect Us: The Hidden History of the Suffragette Bodyguards.
- En 2015 inspiró parcialmente al personaje ficticio Persephone Wright en la trilogía de novelas gráficas Suffrajitsu: Mrs. Pankhurst's Amazons.

- Gertrude Harding aparece interpretada en la obra de Ann Bertram The Good Fight, la historia de la sufragista Grace Roe por Theatre Unbound.[10]

- Harding y su hermana (Nellie Waterhouse) también aparecen retratadas, con latitud y cambios de nombre, en la fantástica obra de Peter Hilton Mrs Garrud's Dojo . [11]

- La obra, escrita e interpretada por The Lady Cavalier Theatre Company de Nueva York, incluye el personaje de Edith Garrud, quien entrenó al guardaespaldas en jujitsu.
- Aparece con su propio nombre como personaje secundario en las novelas derivadas The Second-Story Girl y The Isle of Dogs